# Oleksiy Orjel
Oleksiy Anatoliyovych Orjel (en ukrainien : Олексій Анатолійович Оржель ; né le 26 janvier 1984) est un homme politique ukrainien. Il est ministre de l'énergie et de la protection de l'environnement de l'Ukraine d'août 2019 au 4 mars 2020 du Gouvernement Hontcharouk,.

## Biographie
Oleksiy Orjel est diplômé de l'Institut des économies d'énergie et de la gestion de l'énergie de l'Institut polytechnique de Kiev.
Il est chef du secteur de l'énergie au Better Regulation Delivery Office. De 2006 à 2014, il travaille à la Commission nationale de réglementation de l'énergie et des services publics.
Il figure sur une liste du parti politique Serviteur du peuple lors des élections législatives de 2019, bien que n'étant pas membre du parti (non partisan, selon la Commission électorale centrale). Il est élu à la Verkhovna Rada en 2019. Il renonce à son mandat de député lors de sa nomination ministérielle le 29 août 2019.